# Katav-Ivanovsk
Katav-Ivanovsk (in lingua russa Катав-Ива́новск) è una città di 14 400 abitanti situata nell'oblast' di Čeljabinsk, in Russia. È il centro amministrativo del rajon Katav-Ivanovskij. Fondata nel 1757, Katav-Ivanovsk ricevette lo status di città il 27 agosto 1939.
Si trova in una delle regioni montuose più alte della oblast', sul fiume Katav, 260 km a sud-ovest di Čeljabinsk.